# Montevaccino
Montevaccino è una frazione del comune di Trento.
Assieme a Bergamini, Cognola, Maderno, Martignano, Moià, San Donà di Cognola, San Vito di Cognola, Tavernaro, Villamontagna e Zell forma la circoscrizione amministrativa numero 6 di Argentario di Trento.

## Geografia
Sorge a 715 m s.l.m., al termine della strada provinciale 131 del Vino (si tratta del secondo tronco della Provinciale, con gli altri suoi due tronchi che si trovano rispettivamente in val di Cembra e in altri sobborghi della città di Trento, tra Cognola e Villazzano), a 8,5 km dal capoluogo, sulle pendici del monte Calisio.

## Storia
Montevaccino è un insediamento le cui origini si perdono agli inizi del primo millennio, quando le miniere d'argento del Calisio, detto infatti anche Argentario, erano già note e sfruttate. Fino alla fine degli anni sessanta il paese è rimasto collegato al resto del mondo solo da una strada non asfaltata e non illuminata, che ha favorito il perdurare del suo isolamento e il contenimento della popolazione poco sopra i cento abitanti. In quegli anni, il piccolo cimitero ospitava i cognomi di solo quattro famiglie. Ultimamente il miglioramento delle infrastrutture e lo sviluppo edilizio ne hanno modificato sostanzialmente la natura, facendone un quartiere residenziale di Trento che ha mantenuto il fascino delle origini soltanto nei suoi due nuclei abitativi storici, Montevaccino di Sopra e Montevaccino di Sotto dove è posta anche la villa merlata attualmente disabitata e di proprietà di una nobile famiglia italiana, con la chiesa parrocchiale, intitolata a San Leonardo ed edificata nel 1600, posta tra la parte superiore e quella bassa del paese.
Dal paese partono numerose escursioni attraverso il Calisio e altre zone, e si tratta di un centro che si è sempre distinto per la vivacità del proprio associazionismo, giovanile e non solo, con la tradizionale festa di paese che si celebra  la seconda domenica di settembre di ogni anno.

## Monumenti e luoghi d'interesse
- Chiesa di San Leonardo

## Sport
In paese è presente, tra le numerose varie associazioni, anche una società sportiva, l'Unione Sportiva Dilettantistica Montevaccino, fondata nel 2001 e militante dalla stagione 2008/2009 nel campionato provinciale trentino FIGC di Seconda Categoria. I colori sociali sono il giallo e il blu.